# Bloc désodorisant

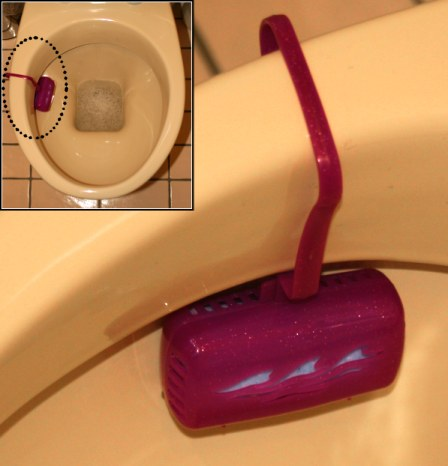
Bloc désodorisant pour WC

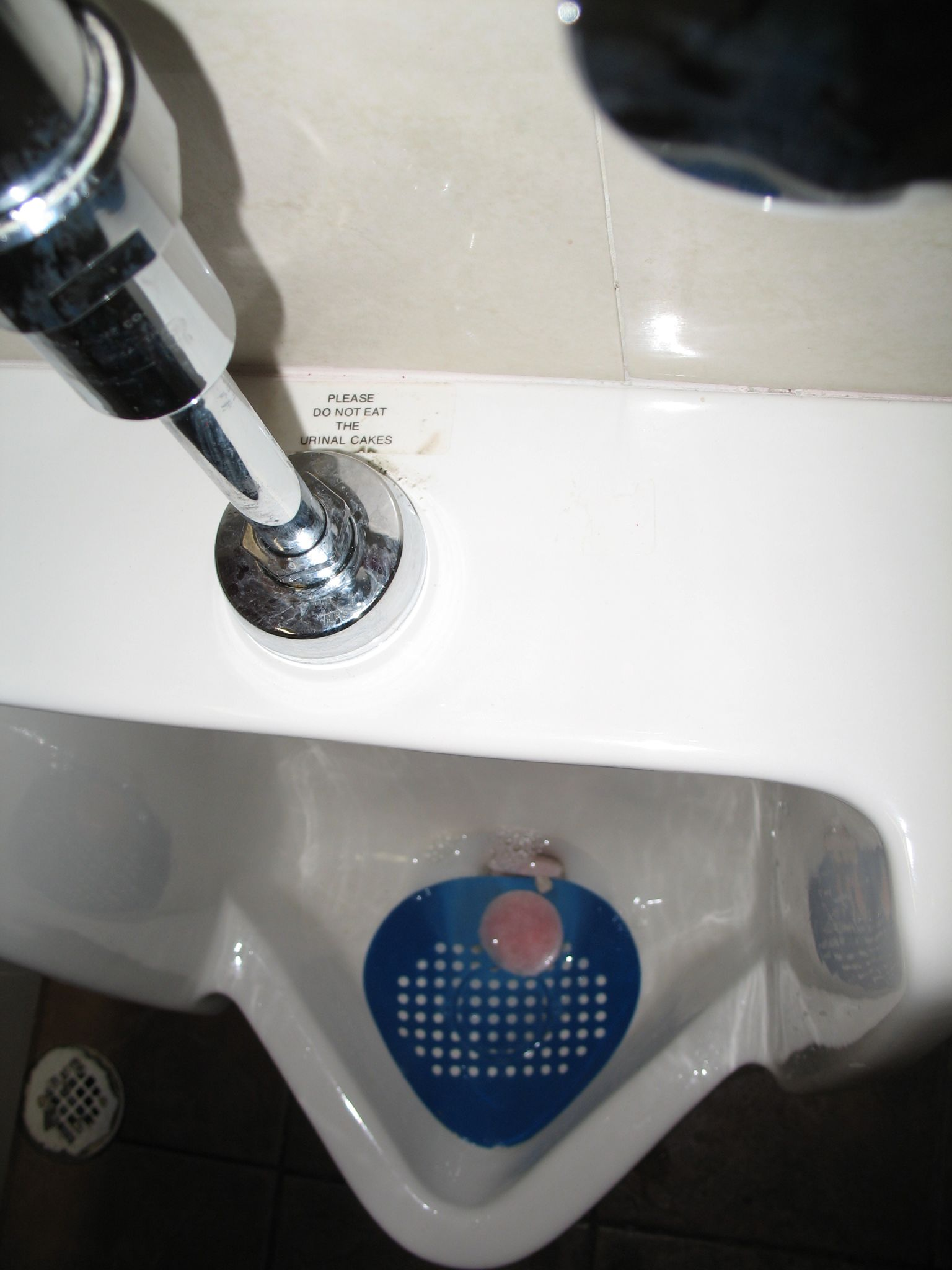
Bloc désodorisant pour urinoir

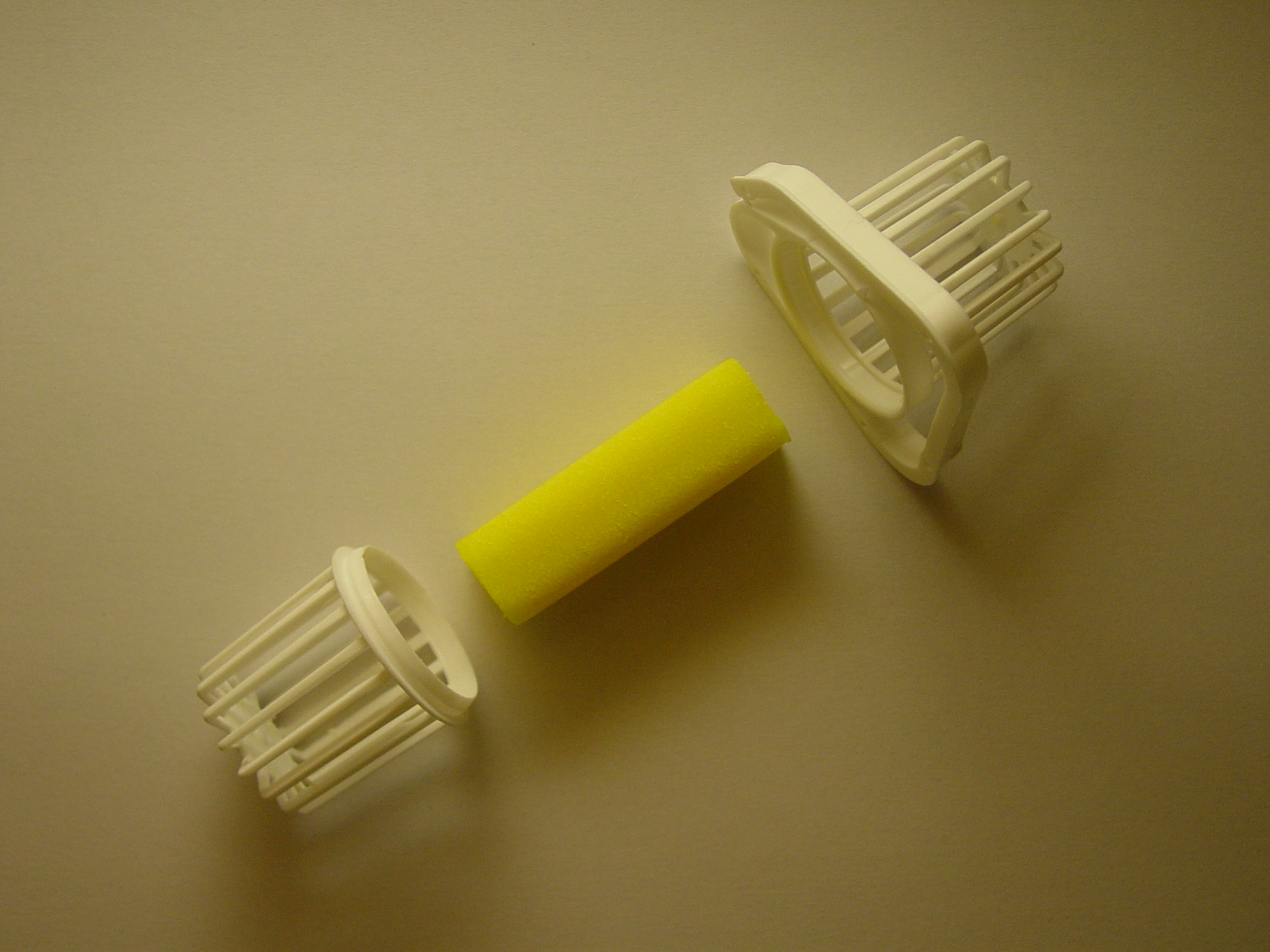
Bloc désodorisant jaune pour urinoir

Un bloc désodorisant est un désodorisant et désinfectant utilisé pour les toilettes disposant d'un dispositif de rinçage. Il est placé sur le rebord d'une toilette et son contenu descend lentement dans la cuvette.

## Composition
Un bloc désodorisant de WC peut contenir un colorant, affichant une couleur dans la cuvette (typiquement bleu ou vert). La composition des blocs désodorisants peut varier mais ils contiennent généralement du borax, du sodium ou troclosène percarbonate de sodium, du carbonate de sodium et un parfum. Le bloc, généralement fixe, peut être aussi une sorte de gel incolore. L'ensemble est contenu dans un boîtier en plastique.

## Accumulation de calcaire
Outre la désinfection et donnant un parfum frais aux toilettes, ces blocs sont également utilisés pour aider à prévenir l'accumulation de calcaire dans la cuvette.

## Bloc désodorisant pour urinoir
Il existe aussi des blocs désodorisants spéciaux pour urinoir, nommés pastilles pour urinoirs. Le but de ces blocs est de désinfecter et désodoriser les urinoirs. Placés au-dessus du drain pour urinoir, ils s'évaporent lentement au contact de l'air. Comme ils ne se dissolvent pas dans l'eau, ils ne peuvent pas désodoriser l'eau de rinçage et l'urine. Ils sont généralement cylindriques - environ huit centimètres de diamètre, deux centimètres d'épaisseur et pèsent environ une centaine de grammes à l'état neuf. Ils sont généralement de couleur rose, mais d'autres couleurs, telles que le vert, bleu et blanc, sont observées. Les produits chimiques qui composent la pastille pour urinoir peuvent varier. La base est généralement pur paradichlorobenzène ou naphtalène. Le bloc désodorisant pour urinoir contient un composé parfumant, comme la cerise et ses composés d'ammonium quaternaire. Chaque fois que l'urinoir est utilisé, le bloc distribue des agents nettoyants, particulièrement formulés pour entretenir le système de drainage, offrant une salle sans odeur et plus propre.

## Statistiques
Le chiffre d'affaires annuel de bloc désodorisant pour urinoir en Allemagne est d'environ 100 millions d'euros.